# Лежён, Нестор
Нестор Лежён (фр. Nestor Lejeune; 24 мая 1879, Льеж — 5 сентября 1962, Ницца) — французский скрипач бельгийского происхождения.

## Биография
Учился в Льеже и Вервье (в том числе у Луи Кефера), окончил Брюссельскую консерваторию по классу альта Леона ван Хаута. В 1896—1902 гг. (с перерывом) играл на альте в струнном квартете Альбера Зиммера, участвовал в ансамблевых программах, организованных Эженом Изаи. В дальнейшем практически всю жизнь провёл в Париже, в годы Первой мировой войны получив французское гражданство.
Перейдя с альта на скрипку, на протяжении многих лет возглавлял собственный струнный квартет, завоевавший в 1908—1910 гг. заметное внимание серией концертов «История квартета», включавшей множество редких и экзотичных сочинений: так квартет исполнил пять симфоний Яна Заха, играл сочинения И. Ф. Фаша, Д. С. Бортнянского и др. В то же время Лежён пропагандировал новейшую музыку (в том числе Арнольда Шёнберга). В 1938 г. квартет Лежёна в рамках приватного концерта исполнил премьеру Струнного квартета № 4 Богуслава Мартину. В составе квартета в разные годы играли скрипачи Гюстав Тинло и Анри Пикколи (отец актёра Мишеля Пикколи), альтист Жан Винцвейлер, виолончелисты Рене Жюльен и Жан Шрике.
На протяжении многих лет преподавал в парижской Schola Cantorum, среди его учеников, в частности, Марсель Михалович и Жан Гремийон (затем выбравший кинематографическую карьеру). После смерти основателя школы Венсана д’Энди был в 1934 г. избран директором школы (вопреки завещанию д’Энди, согласно которому новым директором должен был стать либо Луи де Серр, либо Ги де Лионкур); большинство студентов и преподавателей покинули школу в знак протеста. Набирая новый состав преподавателей, Лежён привлёк ряд молодых прогрессивных музыкантов, в том числе Оливье Мессиана и Даниеля-Лесюра, и предоставил концертный зал школы для исполнения новейших сочинений. Кроме того, Лежён заведовал музыкальными дисциплинами в Народном университете Сен-Дени (фр. Université Populaire de Saint-Denis).
Перевёл на французский язык (с немецкого) учебник «Разрешение проблемы скрипичной техники» Исая Бармаса (1913).